# Ashley Gallegos
Pour les articles homonymes, voir Ashley, Gallegos et McKay.
Ashley Gallegos est une actrice américaine de cinéma et de séries télévisées.

## Filmographie
- 2006 : F.Y.I. (court métrage) Ashley (créditée Ashley McKay)
- 2010 : Poker Night (court métrage) : Kim (créditée comme Ashley McKay)
- 2011 : Zero Faith (court métrage) : Brandy (créditée Ashley McKay)
- 2013 : G.A.Z.S. (court métrage) : Paula
- 2014 : Amour, Gloire et Beauté (The Bold and the Beautiful) (série télévisée) : la reportère (2 épisodes)
- 2015 : Street Level : Candy
- 2016 : Change of Heart (téléfilm) : Gina Torres
- 2016 : Pearl (téléfilm) : Nadia
- 2017 : Complete or Repeat : Topaz
- 2017 : Rosewood (série télévisée) : Lily Zhukov
- 2017 : Switched (Switched at Birth) (série télévisée) : Lauren
- 2017 : Escape Room : Angie
- 2017 : Caged (court métrage) : députée Christina
- 2018 : Hometown Killer : Penny
- 2019 : Carpe Diem (série télévisée) : Annika Van Grace
- 2019 : The L Word: Generation Q (série télévisée) : Zoé